# Panislamismus

Staaten mit einem muslimischen Bevölkerungsanteil von mehr als 5 %
Grün: Sunniten, Rot: Schiiten, Blau: Ibaditen (Oman)

Der Panislamismus (arabisch اتحاد الإسلام, DMG ittiḥād al-islām) ist eine religiös-politische Denkströmung, die die innerislamischen Gemeinsamkeiten in Geschichte, Kultur und Religion hervorheben will. Ziel des Panislamismus ist die Einheit aller Muslime in einem islamischen Staat oder Kalifat.
Der Panislamismus ist als Reaktion auf die europäische Expansion auf dem indischen Subkontinent und im Nahen Osten gegen Ende des 19. Jahrhunderts entstanden. Geprägt wurde der Begriff hingegen in Europa.
Während die meisten islamistischen Bewegungen den Nationalstaat heute de facto akzeptiert haben und sich innerhalb der dort herrschenden politischen Systeme bewegen, propagiert abseits dschihadistischer Gruppen wie dem Islamischen Staat heute einzig die radikal-islamistische Hizb ut-Tahrir noch mit aller Vehemenz das Ziel eines panislamistischen Kalifatsstaates.

## Geschichte

### Zeitalter des Imperialismus
Nachdem die europäischen Kolonialmächte Russland, Niederlande, Großbritannien und Frankreich bis zur Mitte des 19. Jahrhunderts schon mehrere Gebiete mit muslimischer Mehrheitsbevölkerung unter ihre Kontrolle gebracht hatten, kam es mit dem in den 1870er Jahren einsetzenden Imperialismus zu einer weiteren europäischen Durchdringung der islamischen Welt. 1874 sicherten sich die Briten in Südostasien mit dem Vertrag von Pangkor die Oberherrschaft über die malaiischen Staaten, 1880 zwangen sie mit dem Vertrag von Gandamak den afghanischen König dazu, mit ihnen zu kooperieren. Frankreich besetzte 1881 Tunesien, die Briten besetzten 1882 nach Volksaufständen Ägypten und errichteten dort ein „verschleiertes Protektorat“.
Auf politischer Ebene führte die europäische und insbesondere die britische Dominanz zu dem Aufwallen eines panislamischen Bewusstseins. Der osmanische Sultan Abdülhamid II., der bis dahin noch mit Briten und Franzosen zusammengearbeitet hatte, wusste diese Gefühle sehr gut aufzugreifen. Er wurde zum wichtigsten Akteur auf dem Felde des Panislamismus (ittiḥād-i Islām), knüpfte Kontakte zu den Muslimen unter russischer und britischer Herrschaft sowie zu schiitischen Gelehrten in Iran, ließ über die Wallfahrt sowie transnationale Sufi-Orden (Abu l-Hudā as-Sayyadi) pro-osmanische Propaganda verbreiten und baute ein System osmanischer Konsulate in muslimischen Ländern auf.
Zeitgleich organisierte 1884 in Paris der Gelehrte Dschamal ad-Din al-Afghani (1839–1897) nach freimaurerischem Vorbild eine Gruppe von panislamisch gesinnten Männern, die er nach einem im Koran (Sure 31:22) für den Glauben benutzten Ausdruck al-ʿUrwa al-wuthqā („das festeste Band“) nannte. Gemeinsam brachten diese Männer eine Zeitung heraus, die die Muslime zum vereinten Vorgehen gegen den britischen Imperialismus und zur Unterstützung des osmanischen Kalifen aufrief. Diese Zeitung, die ebenfalls al-ʿUrwa al-wuthqā hieß, hatte in der islamischen Welt große Popularität, allerdings schlief das Unternehmen bald wieder ein, als die Briten die Einfuhr der Zeitung nach Indien und Ägypten verboten und dem Kreis das Geld ausging. Der Ägypter Muhammad Abduh, der zu dem Pariser Kreis von al-Afghani gehört hatte und Anfang der 1890er Jahre in das Leitungsgremium der angesehenen islamischen al-Azhar-Universität in Kairo aufstieg, setzte das panislamische Projekt jedoch fort. 1898 brachte er die Idee auf, unter der Führung des osmanischen Sultans Abdülhamid einen gesamtislamischen Kongress abzuhalten.
Ein Tenor des panislamischen Denkens war es, dass die Muslime nur dann der Herausforderung durch die westliche Zivilisation standhalten könnten, wenn sie ihre Reihen schlössen und ihre Aufsplitterung in verschiedene Rechtsschulen und Konfessionsgruppen überwänden. Ein Unternehmen, das genau dieses Anliegen verwirklichen sollte, war die 1892 im nordindischen Kanpur gegründete Reformgesellschaft Nadwat al-ʿUlamāʾ. Sie zielte darauf ab, Gelehrte aus den verschiedenen islamischen Strömungen, Aligarh-Modernisten, Deobandis, Ahl-i Hadith, selbst Vertreter der Schia, zusammenzubringen, um gemeinsam eine neue Theologie zu entwickeln, mit der man den Islam gegen die Angriffe aus dem Westen verteidigen könnte. 1898 gründete die Gesellschaft mit dem Dār al-ʿulūm von Lucknow eine eigene Schule. Das Unternehmen war allerdings auf Südasien beschränkt und scheiterte schon nach wenigen Jahren.
Internationale Ausstrahlung entwickelte dagegen die 1897 von Muhammad Abduh gegründete Zeitschrift al-Manār (der Leuchtturm), die sich ebenfalls für die Überwindung der Madhhab-Gegensätze unter den Muslimen einsetzte.

„Hannah Arendt hob die Bedeutung der „Pan-Bewegungen“ hervor: „Jedenfalls verdankten die Nazis der alldeutschen Bewegung österreichischer Prägung [...] mehr und Entscheidenderes als jeder anderen Ideologie oder politischen Bewegung. Und der Bolschewismus Stalinscher Prägung steht tief in der Schuld des Panslawismus.“ Gleiches gilt für den Panislamismus, der ab dem Ende des 19. Jahrhunderts als unerlässliche Voraussetzung und obligatorisches Projekt für jede islamistische Bewegung galt. Primäres Ziel der panislamischen Bewegung war die Vereinigung aller Muslime gegen die Kolonialherrschaft als eine unbedingt notwendige Phase auf dem Weg zum Aufbau eines neuen und mächtigen islamischen Imperiums.“

### Erster Weltkrieg und Folgezeit
Die Mittelmächte versuchten im Ersten Weltkrieg erfolglos den Panislamismus zu ihrer Unterstützung zu instrumentalisieren. Nach dem Ende des Ersten Weltkriegs gingen die panislamischen Ideen jedoch stark zurück, was durch die Abschaffung des Kalifats 1924 in der Türkei weiter forciert wurde.
In der Zwischenkriegszeit verdrängten säkulare und nationalistische Ideologien den Panislamismus zunehmend. Dem konnte auch nicht durch verschiedene Konferenzen zur Zukunft des Panislamismus 1924, 1926, 1931, und 1935 entgegengewirkt werden.
Nach dem Zweiten Weltkrieg erhielt der Panislamismus neue Anziehung und wurde insbesondere von Saudi-Arabien genutzt, um den Panarabismus zurückzudrängen. Zu diesem Zweck ist 1962 die Liga der islamischen Welt und 1969 die Organisation der Islamischen Konferenz gegründet worden.